# Iglesia de la Santísima Trinidad (Orense)
La Iglesia de la Santísima Trinidad es un templo católico de entre los siglos xii y xvi ubicado en Orense (Galicia, España).

## Descripción

### Exterior

#### Fachada
La iglesia fue fundada entre finales del siglo xii y comienzos del xvi junto a un hospital de peregrinos (Hospital de la Trinidad), del que se tienen noticias ya en el siglo xii, levantado posiblemente por la presencia de aguas termales en la zona. En los siglos xv y xvi experimentó importantes reformas propiciadas por el abad Ochoa de Espinosa, apoderado a su vez del abad comendatario del Monasterio de Osera Bernardino de Bibiena (la lauda sepulcral de Ochoa de Espinosa, hoy en el Museo Arqueológico Provincial, fue hallada en la sacristía en 1899). Estas reformas dotaron al templo de su actual aspecto, con dos características torres cilíndricas en la fachada principal que le otorgan apariencia de castillo, con una de ellas, la de la esquina norte, sosteniendo un cuerpo cuadrado de campanas. En ese entonces se añadieron a la cabecera, asomada hoy a la calle Padre Feijoo, unos recios contrafuertes y una crestería con pináculos de estilo gótico flamígero que recorre la cornisa.

#### Atrio

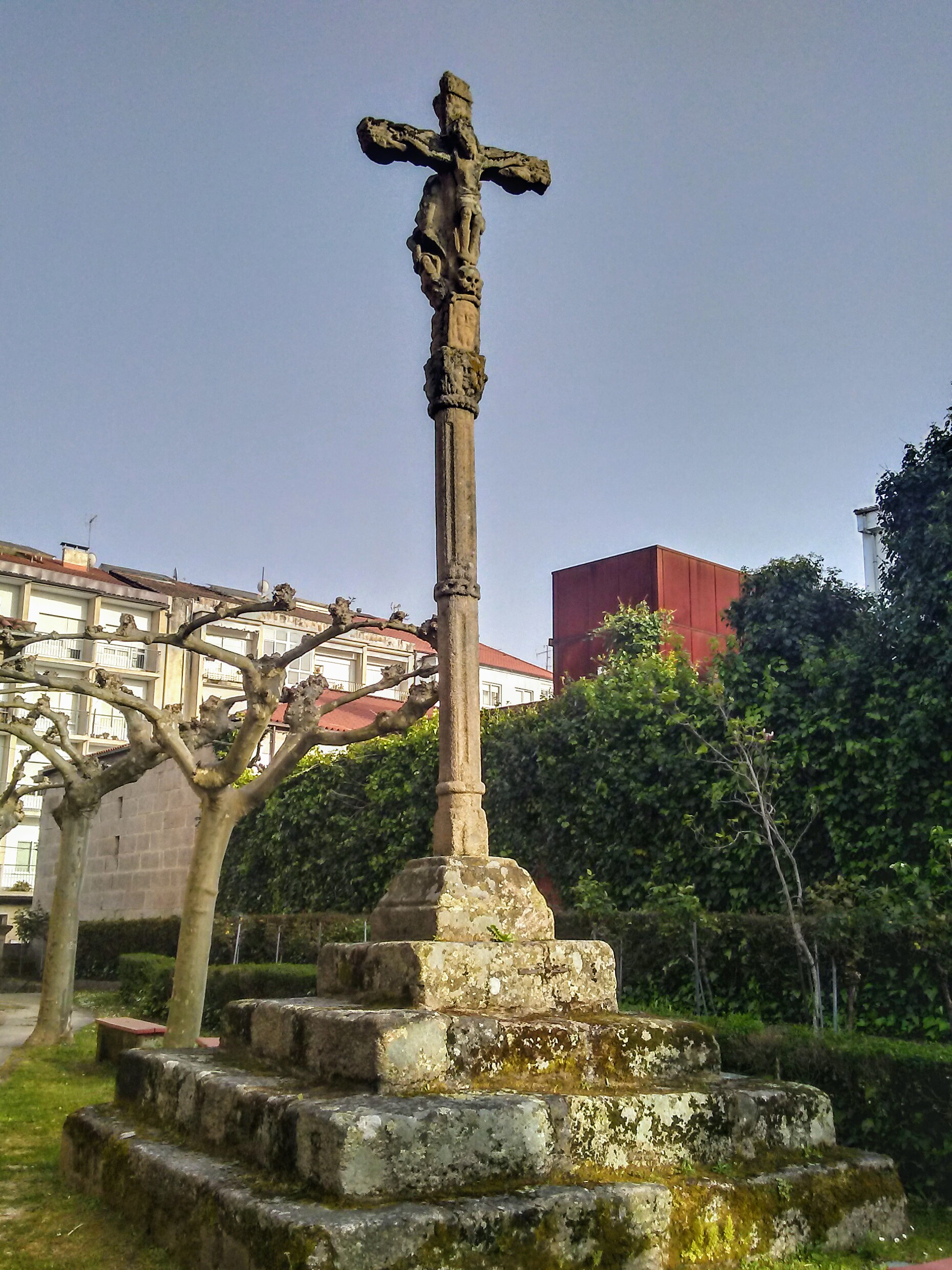
Crucero

La puerta del atrio exterior perteneció al Hospital de San Roque, fundado en el siglo xvi por el obispo Francisco Blanco, y fue trasladada a su emplazamiento actual desde su ubicación original en la Alameda do Concello, lugar que hoy ocupa el edificio de Correos. Obra renacentista del siglo xvi, consiste en un arco de medio punto enmarcado por dos columnas acanaladas y con dos medallones representando a los médicos Hipócrates y Galeno. Posee tímpano triangular con una hornacina presidida por una imagen pétrea de San Roque, mientras en los extremos dos figuras fantásticas en representación del mal completan el conjunto, coronado en el vértice por un ángel, hallándose en la parte posterior de la puerta una pequeña escultura de la Piedad.
El atrio da acceso al recinto de la iglesia, donde se levanta sobre una antigua necrópolis romana un crucero plateresco anteriormente emplazado en la Horta do Concello (actual Alameda do Concello). Compuesto por imágenes de Cristo, la Piedad y cuatro medallones en representación de los cuatro evangelistas, este crucero es obra de Jácome de Moure, padre del célebre escultor orensano Francisco de Moure.

#### Portadas

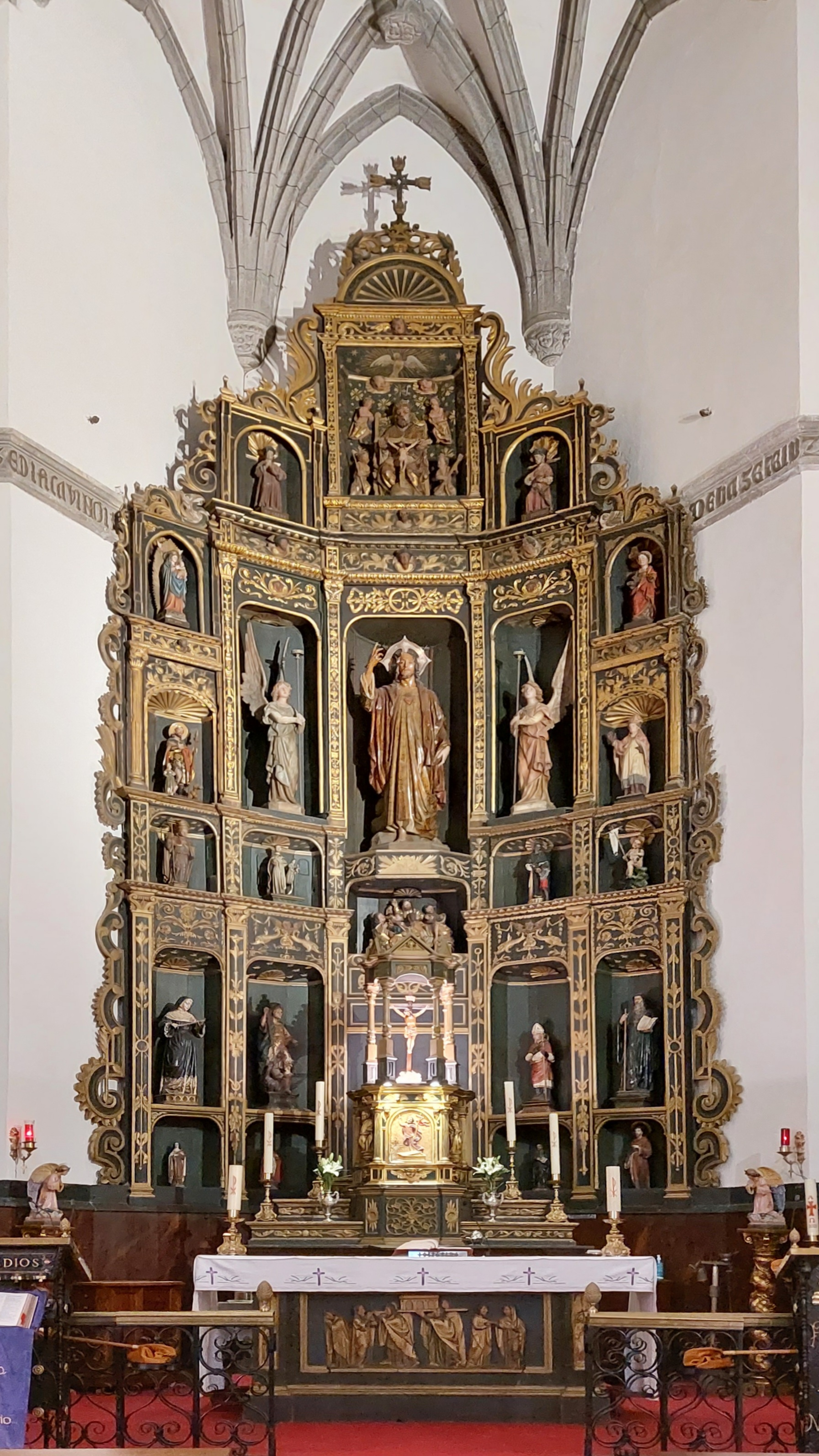
Retablo mayor

El templo tiene dos portadas de ingreso. La de la fachada principal (oeste) presenta triple arquivolta de arcos apuntados arrancada de columnas de fuste liso y capiteles de variada decoración que se apean sobre una basa. El intradós del arco inferior tiene salientes picudos, mientras que la clave superior y los salmeres están decorados con unos rostros de ruda talla muy erosionados. La portada del lado del evangelio (norte) es menos abocinada, carece también de tímpano y presenta tres arquivoltas tardorrománicas decoradas con flores de cuatro pétalos, bolas y molduras baquetonadas, mostrando el arco exterior picos de sierra. Bajo la arquería figura un único par de columnas de fuste liso.

### Interior
En el interior, de planta basilical, destaca la capilla mayor, cubierta con bóveda de crucería con profusión de nervios y claves y presidida por un retablo plateresco del siglo xvi obra de Cornielles de Holanda, autor del retablo mayor de la Catedral de Orense. De policromía verde oscura con motivos en dorado, cuenta con cinco cuerpos, cinco calles y un ático, en el cual destacan un Cristo crucificado con Dios Padre al fondo y, en el techo, el Espíritu Santo en forma de paloma. El retablo, presidido por una escultura de gran tamaño del Sagrado Corazón de Jesús, alberga numerosas tallas, entre ellas imágenes de Santa Rita de Casia, Santa Teresa de Lisieux, San Benito de Nursia, San Blas de Sebaste, San Roque y la Virgen del Perpetuo Socorro. A ambos lados se hallan dos retablos colaterales de estilo barroco e idéntica policromía, aunque a diferencia del retablo mayor, estos cuentan con una única hornacina enmarcada por columnas salomónicas ornamentadas con motivos vegetales, estando el de la izquierda presidido por una imagen de la Inmaculada Concepción y el de la derecha por una talla de San José. 
Frente al presbiterio destacan dos hornacinas cuadradas; la del lado de la epístola presenta una talla de la Virgen del Carmen, mientras que la del lado del evangelio alberga una escultura de menor tamaño de Nuestra Señora de Fátima. Por su parte, en el muro de la epístola se hallan dispuestas varias imágenes religiosas, como sendas esculturas de San Antonio de Padua y Santa Lucía de Siracusa, destacando un monumental calvario compuesto por imágenes de bulto redondo de Nuestra Señora de los Dolores (de vestir), Cristo crucificado y San Juan (de talla completa). En el muro del evangelio se ubica un gran cuadro representativo de la entrega de la casulla a San Ildefonso de Toledo por parte de la Virgen, mientras que en la entrada se hallan emplazadas una pila de agua bendita geminada y una escultura de San Juan Bautista.

## Galería de imágenes

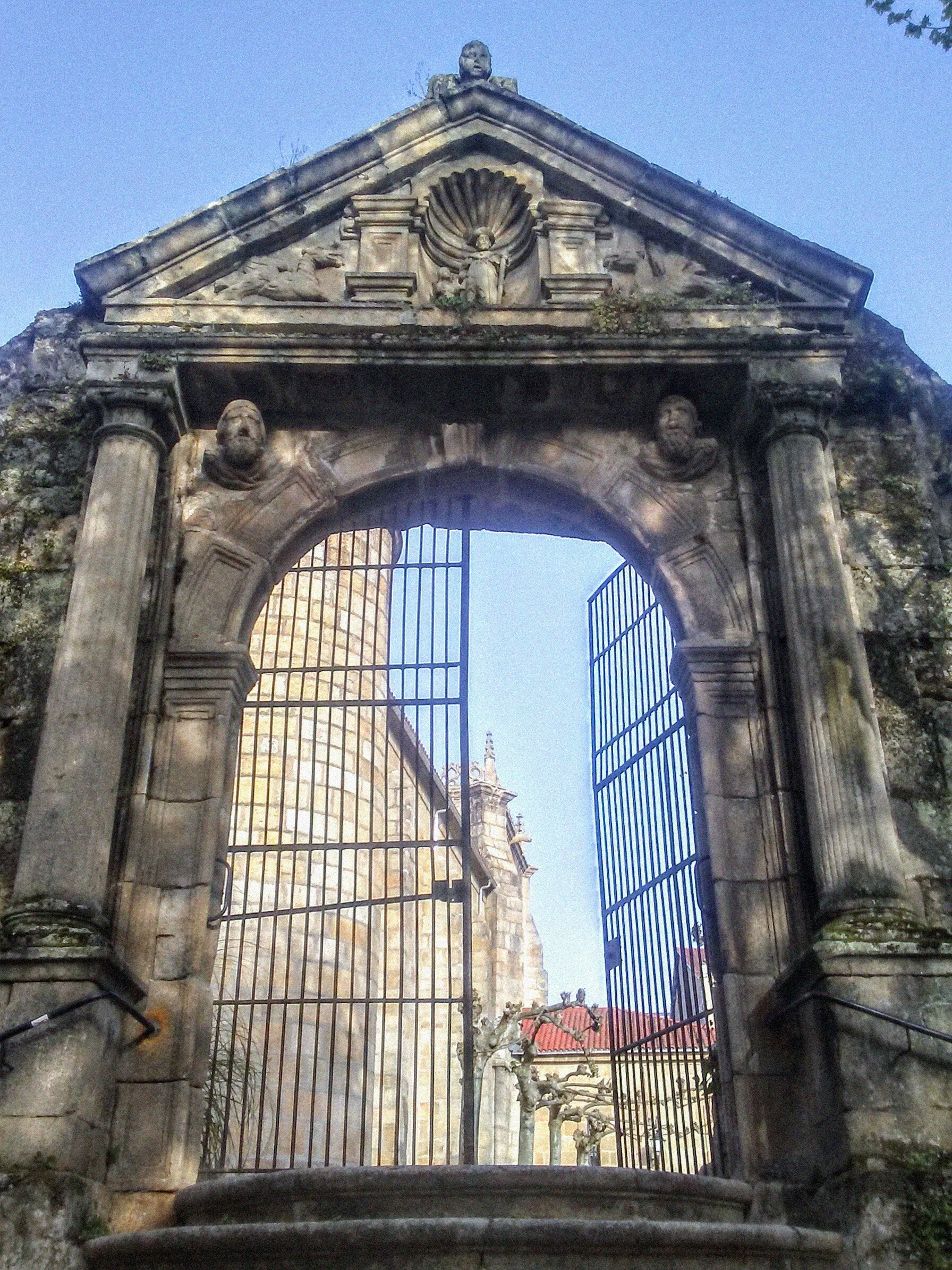
Puerta del antiguo Hospital de San Roque
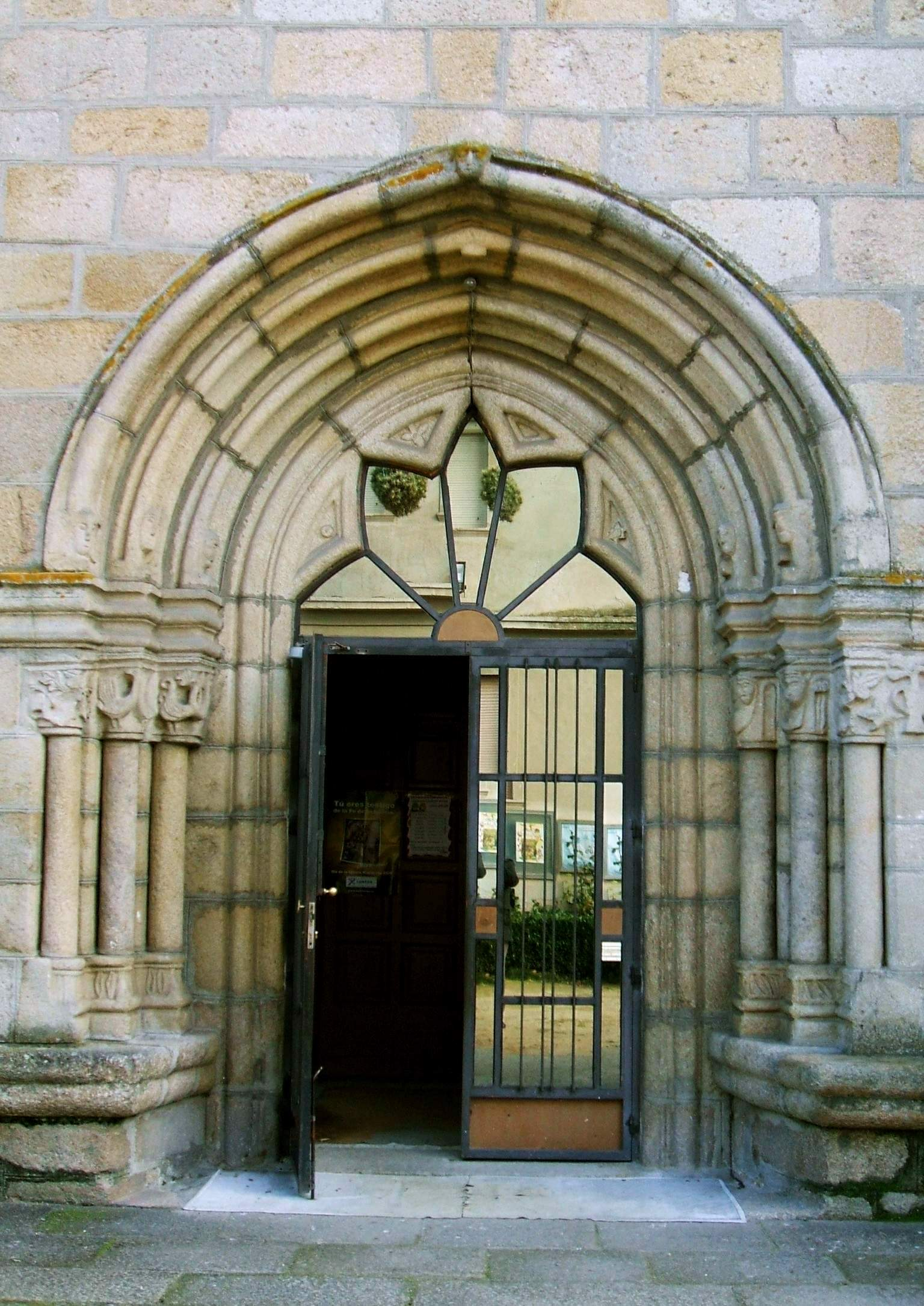
Portada de la fachada oeste
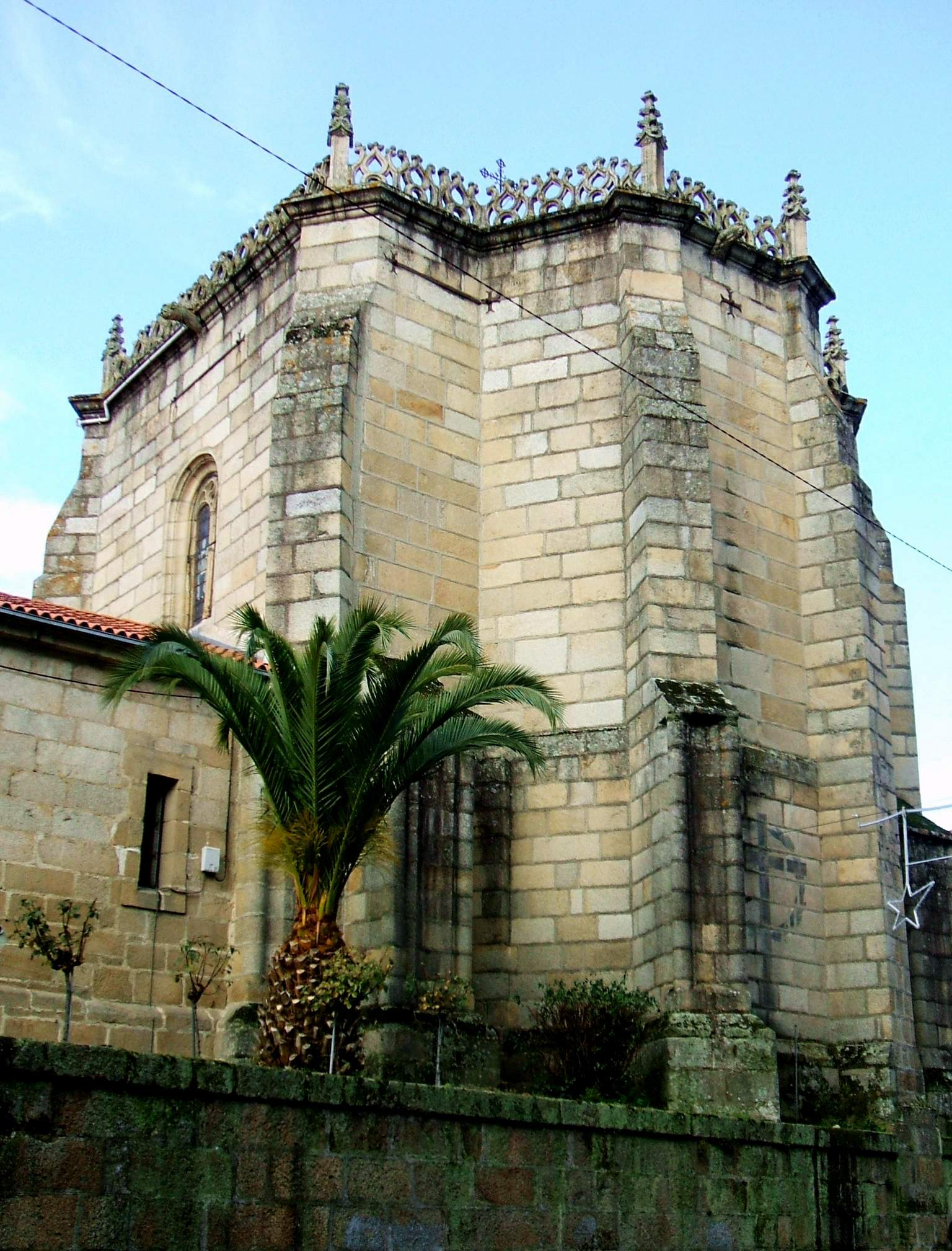
Ábside
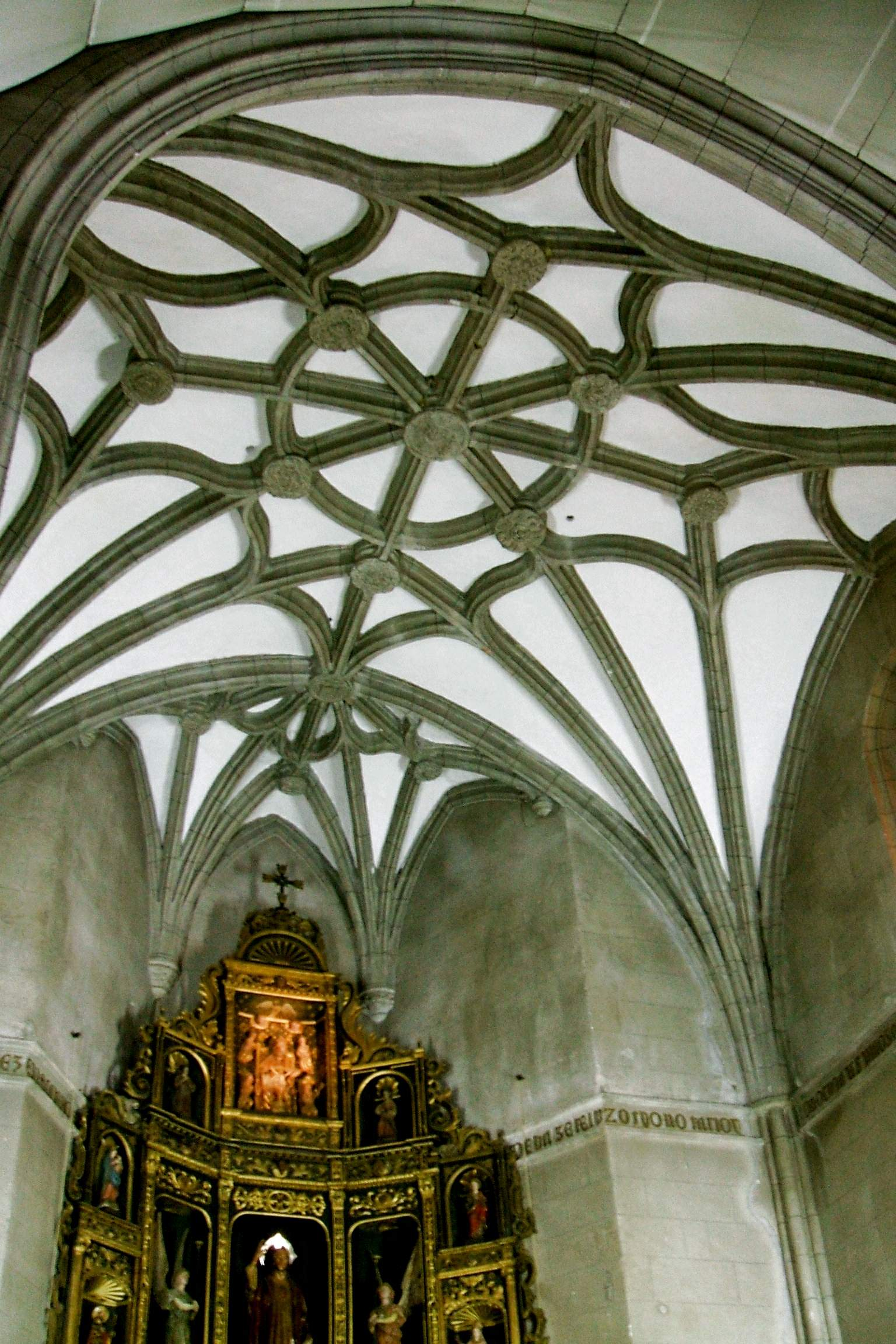
Bóveda de la capilla mayor
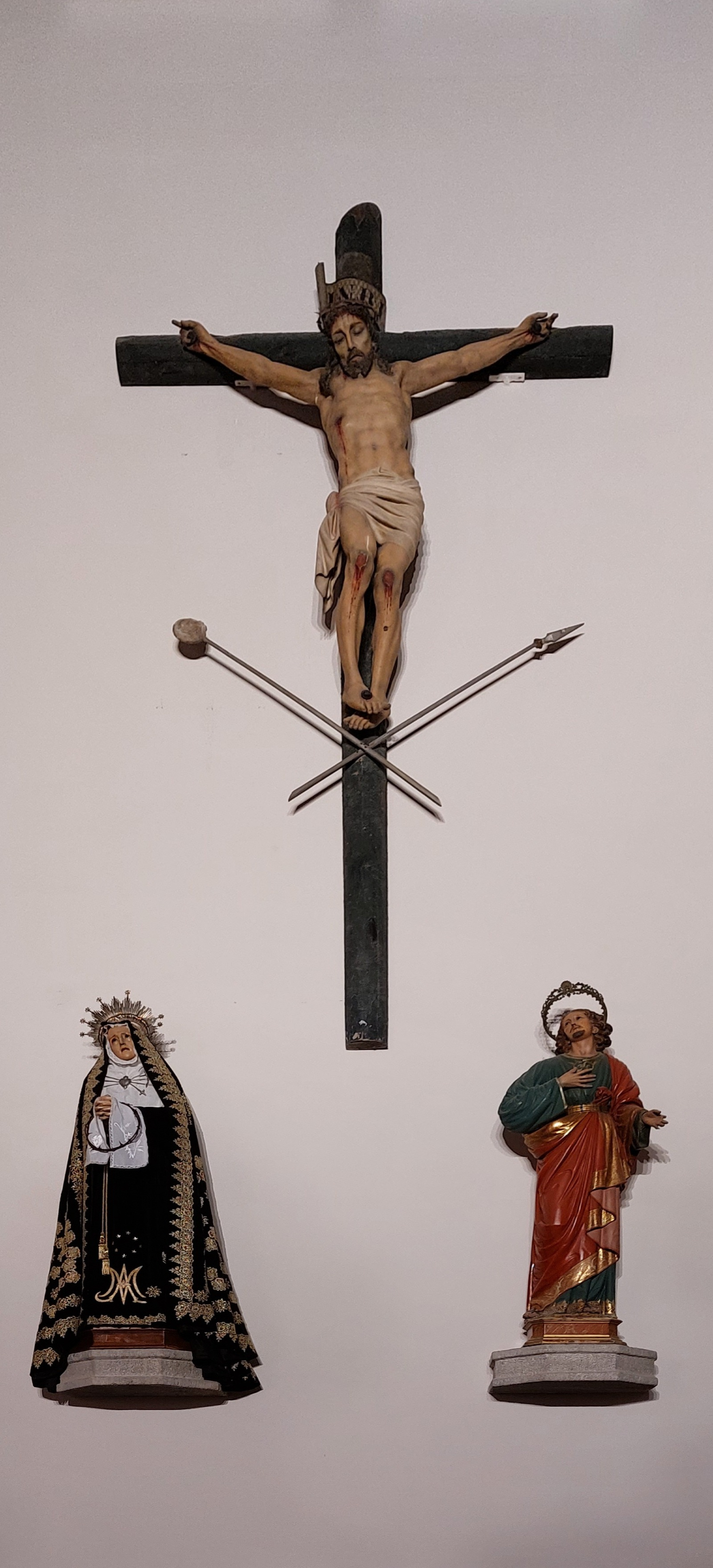
Calvario